# Йеттенбах (Пфальц)
Йеттенбах (нем. Jettenbach) — община в Германии, в земле Рейнланд-Пфальц.
Входит в состав района Кузель. Подчиняется управлению Вольфштайн. Население составляет 848 человек (на 31 декабря 2010 года). Занимает площадь 10,24 км².